# Laxton's Superb
Táo Laxton's Superb là một giống táo được phát triển ở Anh vào năm 1897. Nó là một giống lai giữa Wyken Pippin và Cam Pippin Cox. Quả táo có màu xanh lá cây và đỏ xỉn, dùng để ăn tráng miệng. Giống cây nổi tiếng với hương vị ngọt ngào và thơm như giống Cam Pippin Cox.

## Lịch sử

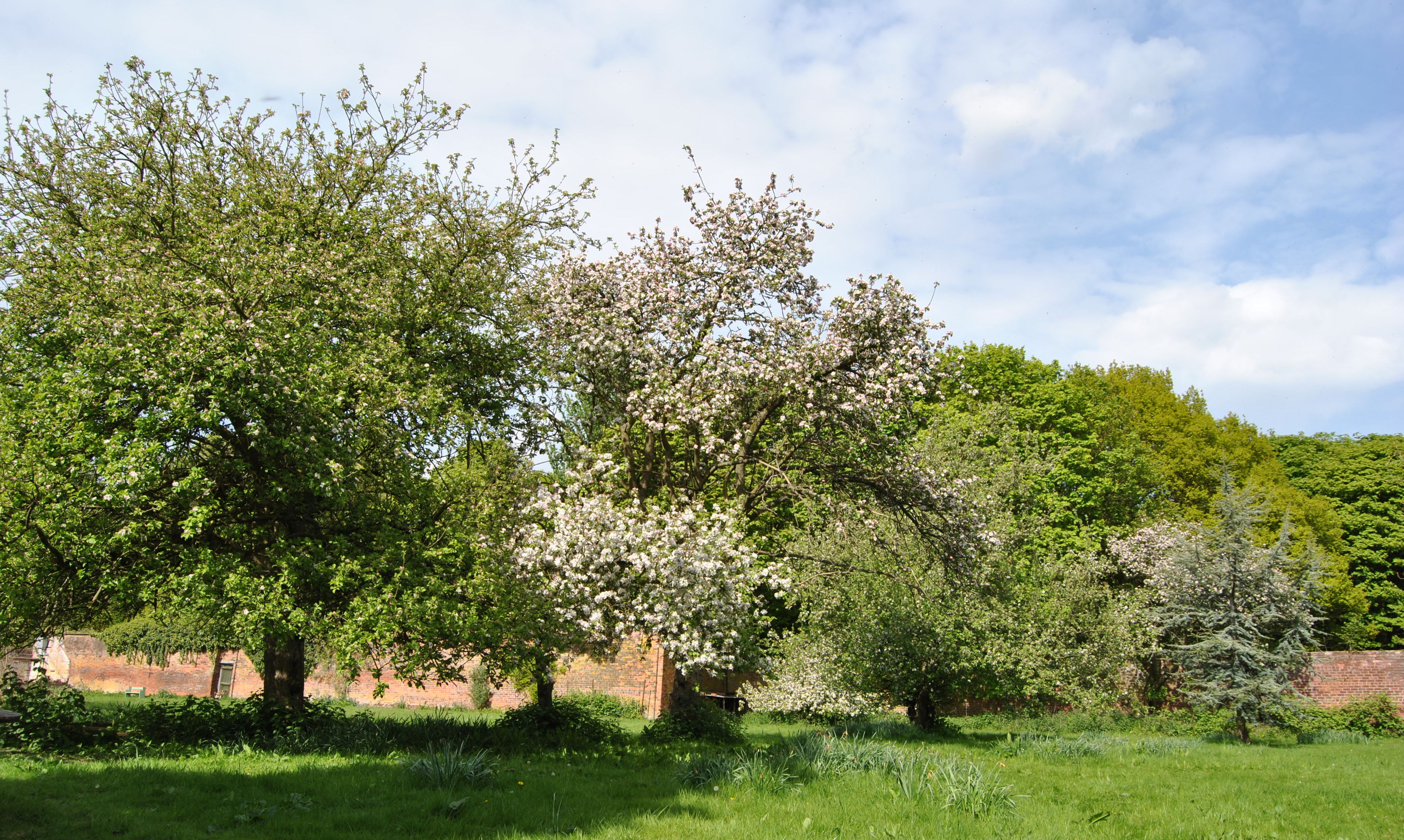
Cây táo tại Bank Hall, Bretherton, cây hoa đằng sau cây tuyết tùng là cây táo Laxton.

Laxton's Superb được Laxton Brothers nhân giống lần đầu tiên vào năm 1897 và giới thiệu vào năm 1922 sau khi nhận được Giải thưởng Garden Merit từ Hiệp hội Làm vườn Hoàng gia năm 1921. Laxton Brothers là một công ty nhân giống cây trồng nổi tiếng tại Bedford thời Victoria ở Anh. Laxton Brothers cũng nổi tiếng với việc nhân giống nhiều loại trái cây (đặc biệt là táo và dâu tây). Công ty của Thomas Laxton tiếp tục được các con trai và cháu trai của ông kế nghiệp sau khi ông qua đời vào năm 1893 với tên "Laxton Brothers" đến khi thôi hoạt động vào năm 1957 khi Bunyard Nurseryeries tiếp quản. Mặc dù Bunyard đóng cửa công ty và các vườn cây, ttuy nhiên giống táo Laxton vẫn tồn tại ở thị trấn Bedford. Winston Churchill đặt mua cây ăn quả cho khu bất động sản Chartwell của mình ở Westerham, Kent. Những cây táo Laxton vẫn còn được giao trồng tại Bank Hall ở Bretherton, Lancashire.

## Trồng trọt
Laxton's Superb tự thụ phấn, nhưng sẽ tối đa hóa năng suất khi thụ phấn chéo. Laxton's Superb thường ra hoa từ tháng Tư đến tháng Năm hàng năm. Thu hoạch táo Laxton's Superb thường vào tháng Mười.